# La infana raso
La infana raso (Nederlands: "Het Kinderras") is een dichtwerk in het Esperanto van de hand van William Auld. Onder vele Esperantosprekers wordt La infana raso gezien als het meesterwerk van de Schotse schrijver en misschien wel van de hele Esperantopoëzie. Dit lange gedicht in 25 hoofdstukken verscheen in een eerste uitgave in 1955, met voorwoord van John Francis. Sindsdien volgden vele heruitgaven. Volgens de redacteurs "verkent La infana raso de rol van het mensenras in de tijd en in de kosmos"; dit thema is vergelijkbaar met dat van de Cantos van de Amerikaanse schrijver Ezra Pound die volgens Marjorie Boulton het werk van Auld inspireerde, en met het Canto General van de Chileense dichter Pablo Neruda. Deels omwille van dit werk werd Auld in 1999 door de Esperantlingva Verkista Asocio genomineerd voor de Nobelprijs voor Literatuur. 

## Vertalingen
- Engels (The Infant Race; Girvan McKay)
- Schots (The Bairnlie Race)
- Gaelic (An Cinneadh Leanabail; Girvan McKay)
- Frans (La race infantile; Jean-Pierre Danvy)
- Hongaars (A gyermeki faj)
- Nederlands (Het kinderras; Willem Verloren van Themaat)
- Portugees (A Raça Menina; Leopoldo H. Knoedt)

Fragmenten werden onder andere uitgegeven in het: 
- IJslands
- Italiaans

Er verschijnen nog voortdurend nieuwe versies. De Engelse, Schotse en Gaelic versie verschenen ook in het boek William Auld - Master Poet of Esperanto van Girvan McKay.

## Tegenstanders
Ondanks algemene bewondering over de literaire kwaliteit van het werk, zijn er nog steeds enkele bekende Esperantoschrijvers die het werk bekritiseren omwille van "het schaamteloze taalgebruik en de godslasterende zinnen" in enkele verzen van het boek. 

## Fragment
Hier een fragment van het laatste hoofdstuk van "La infana raso":
| Esperanto             | Nederlands                     |
| --------------------- | ------------------------------ |
| Ho kara mia,          | Oh, mijn liefste               |
| jen povra testamento; | hier mijn armtierige testament |
| jen mia kredo         | hier mijn geloof               |
| espero kaj turmento:  | hoop en kwelling               |
| mi kredas pri la      | ik geloof in de                |
| bonvolo de l' homaro. | goedwilligheid van de mensheid |
| ke iam pasos          | dat ooit zullen voorbijgaan    |
| kruelo kaj amaro,     | wreedheid en bitterheid        |
| ke iam venos          | dat ooit komen zal             |
| la regno de l' racio; | de heerschappij van de rede    |
| sed multaj larmoj     | maar vele tranen               |
| necesos antaŭ tio.    | zullen daarvóór benodigd zijn} |